# 我的野蠻奶奶
《我的野蠻奶奶》（英語：Wars of In-Laws；又名《野蠻家族》、大陸譯名《我的野蠻婆婆》）是香港電視廣播有限公司製作的清裝電視劇，全劇20集，由汪明荃、胡杏兒及黃宗澤領銜主演，並由石修、伍詠薇、劉家輝及雪妮聯合演出，監製關永忠，此劇為《野蠻奶奶系列》第一輯。
故事講述清朝嘉慶年間，一位野蠻奶奶（本身是格格）為兒子娶媳婦，豈料媳婦經常不聽奶奶說話，鬧出不少婆媳糾紛趣事。
汪明荃憑此劇再次大熱奪得2005年度萬千星輝賀台慶 － 最佳女主角，成為首位兩屆視。
此劇時裝版本──《野蠻奶奶大戰戈師奶》於2007年開拍，於2008年1月1日播出。

## 故事與歷史之異同
根據歷史，孝淑睿皇后娘娘及遜妃娘娘早在嘉慶二年均先後辭世。因此，遜妃未必有可能與綿倫有姦情。
故事中的清暉園和陳村在大清國都北京之鄰，但真實的清暉園和陳村，都是位於廣東省佛山市順德區，離北京甚遠。

## 演員表

### 甯家（清暉園）
| 演員   | 角色        | 暱稱/關係/職業 |
| 雪 妮  | 甯羅慧卿    | 甯家太夫人 甯豐榮、甯豐貴、甯豐德之母 甯趙淑玲、甯梁寶珠、喜塔臘·鑠蘭之家婆 甯茂春之祖母 田力之太奶奶 飼養鸚鵡「豐收」 玲瓏繡莊之幕後大老闆娘 居在清暉園 |
| 王 青  | 甯豐榮      | 甯羅慧卿之大子 甯豐貴、甯豐德之兄 甯趙淑寧之夫 喜塔臘·鑠蘭之大伯 甯茂春之大伯父 |
| 姚瑩瑩 | 甯趙淑玲    | 甯羅慧卿之大媳婦 甯豐榮之妻 甯豐德之大嫂 甯梁寶珠、喜塔臘·鑠蘭之妯娌 甯茂春之大伯娘 |
| 黎彼得 | 甯豐貴      | 甯羅慧卿之二子 甯豐榮之弟 甯豐德之兄 甯梁寶珠之夫 喜塔臘·鑠蘭之二伯 甯茂春之二伯父 |
| 曾慧雲 | 甯梁寶珠    | 甯羅慧卿之二媳婦 甯豐貴之妻 甯豐榮之弟婦 甯豐德之二嫂 甯趙淑玲、喜塔臘·鑠蘭之妯娌 甯茂春之二伯娘 |
| 石 修  | 甯豐德      | 字行雲 鳳朝凰繡莊莊主 喜塔臘·鑠蘭之夫 甯茂春之父 田力之家翁 甯羅慧卿之三子 甯豐榮、甯豐貴之弟 龍巧巧之舊情人 |
| 汪明荃 | 喜塔臘·鑠蘭 | 格格 甯豐德之妻 甯豐榮、甯豐貴之弟婦 甯趙淑玲、甯梁寶珠之妯娌 甯茂春之母 田力之家婆兼冤家 孝淑睿皇后之表姊 龍巧巧之結拜姊妹兼情敵，一度反目，後和好 于第16集被陷害杀害巧巧并对嘉庆帝口出狂言、后被嘉庆帝贬为庶人并没收家产个住处 于第17集悔改当初的野蛮行径 于第20集因指证嘉庆帝有错而揭发逊妃跟绵伦的奸情并让嘉庆帝恢复格格身份 |
| 黃宗澤 | 甯茂春      | 春少、不留名 甯豐德、喜塔臘·鑠蘭之子 田力之夫 甯羅慧卿之孫子 甯豐榮、甯豐貴、甯趙淑玲、甯梁寶珠之姪子 關勝之徒弟 關靈珊的暗戀對象 |
| 胡杏兒 | 田 力       | 十一、鐵嘴雞 甯茂春之妻 田滿之女 龍巧巧之姨甥女 甯豐德之媳婦 喜塔臘·鑠蘭之媳婦兼冤家 甯豐榮、甯豐貴、甯趙淑玲、甯梁寶珠之姪媳婦 甯羅慧卿之孫媳婦 關靈珊的情敵 |
| 楊嘉諾 | 金揚恩      | 甯家管家 素玉之夫 |
| 陳安瑩 | 素 玉       | 喜塔臘．鑠蘭之近身婢女 甯家傭人 金揚恩之妻 |
| 詹秀君 | 楊 枝       | 甯家婢女 |
| 黃樂兒 | 甘 露       | 甯家婢女 |
| 盧永匡 | 發 財       | 甯家家丁 |
| 陳健文 | 立 品       | 甯家家丁 |

### 鳳朝凰刺繡莊
| 演員   | 角色   | 暱稱/關係/職業 |
| 石 修  | 甯豐德 | 「鳳朝凰」刺繡莊老闆 「鳳朝凰」（前身是「祥泰」刺繡莊）獲嘉慶帝賜封為京城第一繡莊蒹朝廷御用繡莊 喜塔臘·鑠蘭之夫 參見甯家 |
| 夏 萍  | 萍 媽  | 鳳朝凰老員工 |
| 張雪芹 | 秀 英  | 十二金釵 鳳朝凰員工 |
| 張貝蒨 | 秀 花  | 十二金釵 鳳朝凰員工 |
| 夏竹欣 | 秀 雲  | 十二金釵 鳳朝凰員工 |
| 潘芷蕾 | 秀 麗  | 十二金釵 鳳朝凰員工 |
| 雷 恩  | 秀 娟  | 十二金釵 鳳朝凰員工 |
| 黃芓晴 | 秀 賢  | 十二金釵 鳳朝凰員工 |
| 諾 思  | 秀 霞  | 十二金釵 鳳朝凰員工 |
| 宋紫盈 | 秀 瓊  | 十二金釵 鳳朝凰員工 |
| 林影紅 | 秀 芬  | 十二金釵 鳳朝凰員工 |
| 黃梓瑋 | 秀 芳  | 十二金釵 鳳朝凰員工 |
| 張潔蓮 | 秀 茹  | 十二金釵 鳳朝凰員工 |
| 張潔蓮 | 路人乙 | |
| 陳思齊 | 關靈珊 | 十二金釵 鳳朝凰員工 參見關家                                                                                             |

### 田家及霹靂寨
| 演員   | 角色   | 暱稱/關係/職業                                                                                                  |
| 劉家輝 | 田 滿  | 老大 平和客棧老闆 田力之父 龍巧巧之姊夫 張有年、陳炳及李順之老闆兼首領 甯茂春之岳父 甯豐德及喜塔臘·鑠蘭之親家公 |
| 胡杏兒 | 田 力  | 田滿之女 龍巧巧之姨甥女 甯茂春之妻 參見甯家                                                                     |
| 伍詠薇 | 龍巧巧 | 巧姨 玲瓏繡莊老闆娘 田力之姨 田滿亡妻之妹 甯豐德之舊情人 鑠蘭之結拜姊妹兼情敵，一度反目，後和好                 |
| 黃嘉樂 | 張有年 | 自稱霹靂四傑 平和客棧夥計 田滿手下                                                                              |
| 華忠男 | 陳 炳  | 自稱霹靂四傑 平和客棧夥計 田滿手下                                                                              |
| 陳狄克 | 李 順  | 自稱霹靂四傑 平和客棧夥計 田滿手下                                                                              |

### 關家
| 演員   | 角色   | 暱稱/關係/職業 |
| 李成昌 | 關 勝  | 血手麻四 繡架木匠 關靈珊之父 甯茂春之師父，後反目 普釋大師之師兄 30年前惡貫滿盈之殺手 獨門武器是一對精錬綱爪 于第19集杀死关灵珊，后憶女成狂，最后跌下山崖而死 |
| 陳思齊 | 關靈珊 | 關勝之女 暗戀甯茂春，視田力為情敵 第18集患上失心瘋 第19集被普釋大師震碎經脈，最終被关胜餵毒而死                                                               |

### 皇宮及朝廷官員
| 演員   | 角色          | 暱稱/關係/職業                                                                                |
| 陳榮峻 | 愛新覺羅·顒琰 | 嘉慶帝 喜塔拉·淑睿，遜妃之夫                                                                  |
| 黃𨥈瑩 | 孝淑睿皇后    | 嘉慶帝之皇后 喜塔臘．鑠蘭之表妹 逊妃之天敌 居住储秀宫                                         |
| 康 華  | 遜 妃         | 皇后之天敌 嘉慶帝之妃 愛新覺羅·綿倫之情婦 居住钟粹宫 於第20集被關入天牢                       |
| 歐瑞偉 | 愛新覺羅·綿倫 | 和謹郡王 洋務大臣 遜妃之情夫 于第15集火燒畫舫 于第19集被關勝殺死於王爺府 一直覬覦湖廣總督之位 |
| 李家鼎 | 鼎 爺         | 愛新覺羅·綿倫手下 于第19集被關勝殺死於王爺府                                                  |
| 秦 煌  | 薩嘛喇．阿齊  | 步軍巡捕五營統領九門提督→被嘉慶帝革職並貶至九品 喜塔臘·鑠蘭之親信                             |
| 鄭家生 | 捕 快         |                                                                                               |
| 鄭家生 | 官 差         |                                                                                               |
| 鄺佐輝 | 楊永忠        | 禮部尚書 楊月娥之老爺                                                                         |
| 何慶輝 | 衙差甲        |                                                                                               |
| 曾梓明 | 衙差乙        |                                                                                               |
| 張達倫 | 衙差丙        | 士兵                                                                                          |
| 柯 嵐  | 衙差丁        |                                                                                               |
| 寧 進  | 太 監         |                                                                                               |
| 周家怡 | 宮 女         |                                                                                               |
| 林遠迎 | 石礦場官兵    |                                                                                               |
| 張智軒 | 石礦場官兵    |                                                                                               |
| 湯百山 | 獄卒甲        |                                                                                               |
| 裘卓龍 | 獄卒乙        |                                                                                               |
| 張漢斌 | 欽 差         | 向龍巧巧宣讀聖旨                                                                              |

### 其他演員
| 演員   | 角色           | 暱稱/關係/職業                                          |
| 郭德信 | 孔老爺         | 孔子後人 孔夫人之夫 孔詠雅之父                          |
| 劉桂芳 | 孔夫人         | 孔老爺之妻 孔詠雅之母                                   |
| 羅泳嫻 | 孔詠雅         | 孔老爺、孔夫人之女 于第1集因被甯家悔婚而企圖自殺        |
| 葉 暐  | 孔家管家       |                                                         |
| 魏惠文 | 司馬老爺       | 司馬文之父                                              |
| 趙敏通 | 司馬文         | 司馬老爺之子 孔家招親比賽之公子                         |
| -      | 慕容德         | 孔家招親比賽之公子                                      |
| -      | 鐵立尊         | 孔家招親比賽之公子                                      |
| 凌禮文 | 李 海          | 京城同興堂之大夫                                        |
| 何俊軒 | 趙不仁         | 向田家提親 有8位妾侍                                    |
| 曾健明 | 泰安記老闆     |                                                         |
| 鍾禧文 | 馬佳燕嫻       | 原本是甯茂春之未婚妻 上花轎前私奔                       |
| 黎秀英 | 大 妗          | 甯家所聘                                                |
| 傅劍虹 | 書 生          |                                                         |
| 傅劍虹 | 路人甲         | (第12集)                                                |
| 祝文君 |                | 薩嘛喇．阿齊之妻 步軍巡捕五營統領九門提督夫人           |
| 陳少邦 | 薩嘛喇．克昌   | 昌少 御林軍總教頭之左右手 薩嘛喇．阿齊之子 甯茂春之好友 |
| 浦茗藍 | 穆奇德．岳托   | 御林軍總教頭之左右手 甯茂春之好友                       |
| 曾守明 | 上官老爺       | 刺繡大王                                                |
| 麥嘉倫 | 中             |                                                         |
| 楊證樺 | 華             |                                                         |
| 鍾建文 | 成             |                                                         |
| 黎銘諾 | 安             |                                                         |
| 招石文 | 官紳甲 /官員甲 |                                                         |
| 李海生 | 官紳乙 /官員乙 |                                                         |
| 王維德 | 官紳丙 /官員丙 |                                                         |
| -      | 文夫人         | 官紳之妻                                                |
|        | 鴇 母          | 怡紅院老闆娘                                            |
| 潘冠霖 | 小 紅          | 怡紅院妓女                                              |
| 陳姿穎 | 小 翠          | 怡紅院妓女                                              |
| 陳丹丹 | 楊月娥         | 禮部尚書楊永忠之媳婦 參賽媳婦                           |
| 李啟傑 | 參賽夫婿       |                                                         |
| 杜大偉 | 參賽夫婿       |                                                         |
| 趙樂賢 | 參賽夫婿       |                                                         |
| 趙樂賢 | 路人甲         |                                                         |
| 蔡潔雯 | 夏迎秋         | 參賽媳婦                                                |
| 卓 兒  | 參賽媳婦       |                                                         |
| 卓 兒  | 侍 婢          |                                                         |
| 張英才 | 私塾老師       |                                                         |
| 蘇恩磁 | 賢 姨          | 秀賢之表姨                                              |
| 黎 宣  | 婆 婆          | 因孫女失蹤而報官 (第6集)                                |
| 蔡國慶 | 普釋大師       | 綁匪 愛新覺羅．綿倫手下 關勝的師弟 于第19集被關勝殺死   |
| 邵卓堯 | 普 寧          | 假扮和尚之綁匪                                          |
| 邵卓堯 | 官 差          |                                                         |
| 黃俊紳 | 假扮和尚之綁匪 |                                                         |
| 黃俊紳 | 官 差          |                                                         |
| -      | 普照大師       | 法華寺方                                                |
| -      | 明月軒酒家老闆 |                                                         |
| -      | 顧老闆         | 回春堂老闆                                              |
| 陳勉良 | 廟 祝          |                                                         |
| 翟兆麟 | 李海大夫之子   |                                                         |
| -      | 大 夫          | 為龍巧巧診症之大夫                                      |
| 李珮瑜 | 查牌員         |                                                         |
| 王俊棠 | 虎 哥          | 爛命虎 田滿之江湖好兄弟                                 |
| 伍濼文 | 路人乙         |                                                         |
| 梁健平 | 慈光絲線批發商 |                                                         |
| 簡慕華 | 小 花          | 陸老闆之丫鬟                                            |
| 廖麗麗 | 陳夫人         |                                                         |
| 劉燕嫦 | 張夫人         |                                                         |
| 陸駿光 | 陳村小販       | 賣龍巧巧之玉鐲                                          |
| 王樹熹 | 小 孩          | 在街上吃冰糖葫蘆                                        |
| -      | 攤販婆婆       |                                                         |
| 趙永洪 | 乞 丐          |                                                         |
| 蘇麗明 | 乞 丐          |                                                         |
| 鄭世豪 | 乞 丐          |                                                         |
| 馬蹄露 | 傻 姑          | 救回龍巧巧之村姑                                        |
| -      | 白馬寺大師     |                                                         |
| 鄧汝超 | 菜館老闆       | 喜塔臘·鑠蘭之前僱主                                     |
| 黃文標 | 工 頭          |                                                         |
| 卓 躒  | 工 頭          |                                                         |
| 霍健邦 | 農 夫          | 助普釋大師逃出京城                                      |
| -      | 陳老爺         | 甯豐榮及甯豐貴後期所住大宅之新業主                      |
| 杜 港  | 侍衛甲         | 陳老爺之侍衛                                            |
| 何志祥 | 侍衛乙         | 陳老爺之侍衛                                            |
| 河國榮 | 西 門          | 西門慶、西門兄、Simon 法蘭西人 龍巧巧之未婚夫           |

## 收視

### 香港收视
以下為本劇於香港無綫電視翡翠台之收視紀錄：
| 週次 | 集數  | 平均收視 | 最高收視 |
| 1    | 01-05 | 34點     | 35點     |
| 2    | 06-10 | 34點     | 37點     |
| 3    | 11-15 | 32點     | 35點     |
| 4    | 16-20 | 35點     | 38點     |

### 广州收视
| 月份      | 集数  | 省网 | 市网 | 合计 |
| --------- | ----- | ---- | ---- | ---- |
| 2005年7月 | 1-10  | 12   | 14.2 | 26.2 |
| 2005年8月 | 11-20 | 14.2 | 17.3 | 31.5 |

数据来源：CSM媒介研究

## 軼事
- 本劇主題曲《家規》是胡杏兒第3首無綫電視的劇集歌曲。

## 劇集歌曲信息
| 歌曲名稱 | 作曲   | 編曲   | 填詞   | 監製   | 主唱                                                    | 性質   |
| 《家規》 | 譚天樂 | 譚天樂 | 陳詩慧 | 鄧智偉 | 汪明荃（喜塔臘·鑠蘭）、胡杏兒（田力）、黃宗澤（甯茂春） | 主題曲 |

## 獎項
- 2005年度萬千星輝賀台慶：最佳女主角：汪明荃
- 2005年度萬千星輝賀台慶：飛躍進步男藝員：黃宗澤
- 2005年度萬千星輝賀台慶：最佳劇集
- 新城勁爆電視大獎頒獎禮2005：新城勁爆電視劇
- 新城勁爆電視大獎頒獎禮2005：新城勁爆女主角：汪明荃
- 新城勁爆電視大獎頒獎禮2005：新城勁爆電視演員：汪明荃、胡杏兒
- 新城勁爆電視大獎頒獎禮2005：新城勁爆男人氣王：黃宗澤
- TVB周刊最強人氣大獎：最強人氣螢幕情侶：黃宗澤、胡杏兒
- TVB周刊最強人氣大獎：十大最強人氣電視角色：汪明荃、胡杏兒、黃宗澤
- 2006年壹電視大獎：十大電視節目－我的野蠻奶奶（第1位）
- 2006年壹電視大獎：十大電視藝人－黃宗澤（第3位）、汪明荃（第5位）、胡杏兒（第7位）
- 2006年壹電視大獎：其他獎項－奇華餅家 精湛演技藝人大獎：胡杏兒
- 2006年壹電視大獎：其他獎項－Happy Shop 最具活力藝人大獎：黃宗澤
- Astro華麗臺電視劇大獎2006：我的至愛戲勢最強大獎
- Astro華麗臺電視劇大獎2006：我的至爱女主角：胡杏兒
- Astro華麗臺電視劇大獎2006：我的至爱极品造型：黃宗澤
- Astro華麗臺電視劇大獎2006：我的至爱角色：黃宗澤、胡杏兒

## 外部連結
- 無綫電視官方網頁 - 我的野蠻奶奶
- 《我的野蠻奶奶》 GOTV 第1集重溫
- 互联网电影数据库（IMDb）上《我的野蠻奶奶》的资料（英文）
- 豆瓣电影上《我的野蠻奶奶》的資料 （简体中文）

## 電視節目的變遷
| 開心賓館 -7月29日          | 開心賓館 -7月29日                                     | 開心賓館 -7月29日                                     | Yummy Yummy 8月1日-                                   | Yummy Yummy 8月1日-        |
| 上一套： 奪命真夫 -7月16日 | 翡翠台第二綫劇集（2005） 我的野蠻奶奶 7月18日-8月12日 | 翡翠台第二綫劇集（2005） 我的野蠻奶奶 7月18日-8月12日 | 翡翠台第二綫劇集（2005） 我的野蠻奶奶 7月18日-8月12日 | 下一套： 酒店風雲 8月15日- |
| 醫道 -7月12日              | 醫道 -7月12日                                         | 妙手仁心III 7月25日-                                  | 妙手仁心III 7月25日-                                  | 妙手仁心III 7月25日-       |

| 香港無綫電視翡翠台中午劇集時段 星期一至五 11:45-12:45 · 5月28日暫停播映             | 香港無綫電視翡翠台中午劇集時段 星期一至五 11:45-12:45 · 5月28日暫停播映 | 香港無綫電視翡翠台中午劇集時段 星期一至五 11:45-12:45 · 5月28日暫停播映 |
| ----------------------------------------------------------------------------------- | ----------------------------------------------------------------------- | ----------------------------------------------------------------------- |
|                                                                                     | 我的野蠻奶奶 (2009.05.04 - 2009.06.01)                                  |                                                                         |
| 胭脂水粉 星期一至五 (2009.03.18 - 2009.04.30) 無極 星期五 (2009.05.01)(10:00-12:45) | 鐵咀銀牙 (2009.06.02 - 2009.07.07)                                      |                                                                         |

| 香港無綫電視翡翠台下午劇集時段 星期一至五 14:50-15:45 | 香港無綫電視翡翠台下午劇集時段 星期一至五 14:50-15:45 | 香港無綫電視翡翠台下午劇集時段 星期一至五 14:50-15:45 |
| ----------------------------------------------------- | ----------------------------------------------------- | ----------------------------------------------------- |
|                                                       | 我的野蠻奶奶 (2018.01.18 - 2018.02.14)                |                                                       |
| 難兄難弟之神探李奇 (2017.12.14 - 2018.01.17)          | 野蠻奶奶大戰戈師奶 (2018.02.19 - 2018.03.19)          |                                                       |

1. ↑  《我的野蠻奶奶》官方海報演員排列